# Žarko Nikolić
Žarko Nikolić (ur. 16 października 1936 roku w Nowym Sadzie, zm. 22 sierpnia 2011 tamże) – jugosłowiański piłkarz występujący podczas kariery zawodniczej na pozycji obrońcy w klubach FK Vojvodina i FC Schalke 04 oraz w reprezentacji Jugosławii. Uczestnik Mistrzostw Świata 1962, podczas których nie zagrał w żadnym spotkaniu.
W reprezentacji zadebiutował 21 października 1959 roku w meczu z Izraelem (2:2).